# Natural Law Party
Natural Law Party (NLP) var ett transnationellt politiskt parti som baserade sin ideologi på Maharishi Mahesh Yogis lära. Partiets svenska namn var Partiet för naturens lag.
Partiet var aktivt i 74 länder och hade politiska kandidater i minst tio. Partiet grundades 1992 och avvecklades på de flesta håll 2004. Partiet förespråkar transcendental meditation och TM-Sidhi-programmet för att eliminera och reducera problem i samhället.  
Partiets mest kände kandidat var John Hagelin, som ställde upp i presidentvalet i USA 1992, 1996 och 2004. NLP i Storbritannien har fått uppmärksamhet på grund av stöd från före detta medlemmar i Beatles. Ajeya Bharat-partiet i Indien och kroatiska NLP är två Natural Law-partier som fått lokala framgångar. 

## Externa webbsidor
- Officiell webbplats (USA)